# Реквієм (поема)
«Ре́квієм» (рос. Реквием) — поема російської та радянської поетеси Анни Ахматової.

## Історія створення
Анна Ахматова розпочала роботу над поемою «Реквієм» у 1934 році. 22 жовтня 1935 року її син Лев Гумільов, на той час студент історичного факультету Ленінградського державного університету, та її чоловік, професор Всеросійської академії мистецтв Пунін Микола Миколайович, були заарештовані за підозрою «участі в антирадянському терористичному гуртку». Через два тижні, після передачі Ахматовою листа Сталіну, обох було звільнено. Однак у березні 1938 року сина знову арештували. Авторка сімнадцять місяців по 17—19 годин стояла у в'язничних чергах з передачами для сина. Цього разу його звинуватили в участі у молодіжній антирадянській терористичній організації у Ленінградському державному університеті й засудили на десять років перебування у таборі. Амністували пана Гумільова тільки в 1956 році.
Трагічні події в особистому житті стали поштовхом до написання поеми «Реквієм», яка наповнилась трагедією усього народу. Особливо наполегливо поетеса працювала над поемою в 1938—1940 роках. У 1960-х роках повернулась до написання твору.
Зберігати такий твір на папері було небезпечно. За свідченням самої Анни Ахматової, поему знали напам'ять 11 осіб, і ніхто її не виказав. У 1960-ті роки поема «Реквієм» почала поширюватися в самвидаві. Повний текст твору був опублікований лише в 1987 році в журналах «Октябрь» № 3 і «Нева» № 6.

## Композиція поеми
Перші два розділи утворюють пролог, а два останні — епілог. Вони дещо відрізняються від решти частини поеми. «Реквієм» сповнений ліричних переживань, а ці чотири вірші більш тяжіють до узагальнення, до епосу. Після прологу йдуть чотири перші глави. Це своєрідні голоси матерів з минулого — часів стрілецького бунту, глава ніби з шекспірівської трагедії і власний ахматовський голос з 10-х років. V і VI глави — кульмінація поеми, апофеоз страждання героїні. Наступні чотири вірші присвячені темі пам'яті.

## «Реквієм» у музиці
- У 1966 році композитор Борис Тищенко створив «Реквієм» для сопрано, тенора і симфонічного оркестру на вірші Анни Ахматової.
- У 1989 році відбулось перше виконання покладеної на музику поеми «Реквієм» для симфонічного оркестру, чоловічого хору та солістки Володимиром Дашкевичем.
- У 2003 році в Берліні відбулось перше виконання музичного твору «Реквієм» Олени Фірсова для сопрано, хору і оркестру
- Композитор Георгій Дмитрієв написав кантату під назвою «Stabat Mater Dolorosa (Стояла мати скорботна …)», в якій використав поему «Реквієм».